# Sandra Gasparini
Sandra Gasparini (Vipiteno, 28 de noviembre de 1990) es una deportista italiana que compitió en luge en la modalidad individual.
Ganó una medalla de plata en el Campeonato Mundial de Luge de 2007 y cuatro medallas en el Campeonato Europeo de Luge entre los años 2008 y 2014.
Participó en dos Juegos Olímpicos de Invierno, en los años 2010 y 2014, ocupando el quinto lugar en Sochi 2014, en la prueba por equipo.

## Palmarés internacional
| Campeonato Mundial | Campeonato Mundial | Campeonato Mundial | Campeonato Mundial |
| Año                | Lugar              | Medalla            | Prueba             |
| ------------------ | ------------------ | ------------------ | ------------------ |
| 2007               | Igls (Austria)     | Medalla de plata   | Equipo             |
| Campeonato Europeo |                    |                    |                    |
| Año                | Lugar              | Medalla            | Prueba             |
| 2008               | Cesana (Italia)    | Medalla de bronce  | Equipo             |
| 2012               | Paramonovo (Rusia) | Medalla de bronce  | Equipo             |
| 2013               | Oberhof (Alemania) | Medalla de plata   | Equipo             |
| 2014               | Sigulda (Letonia)  | Medalla de bronce  | Equipo             |